# Wolfgang Wucherpfennig
Wolfgang Wucherpfennig ( n. 1936) es un botánico alemán, que ha trabajado taxonómicamente con Orchidaceae, específicamente con el género GymnadeniaR.Br.

## Algunas publicaciones

### Libros
- wolfgang Wucherpfennig. 2006. Verbreitungsübersicht der Orchideen in Bayern ( Hoja de cálculo de las orquídeas en Baviera). Vol. 7 de Berichte. Ed. Arbeitskreisen Heimische Orchideen / Beiheft. 175 pp.

- --------------------------------------. 2003. Die Pr-Journalismus-Beziehung: Anspruch und Wirklichkeit des Intereffikationsmodells. 234 pp.

- alfred Gößmann, werner Dworschak, wolfgang Wucherpfennig. 1986. Verbreitungsübersicht der heimischen Orchideen in Bayern ( Hoja de cálculo de las orquídeas nativas en Baviera) , Volumen 1 de Berichte aus den Arbeitskreisen Heimische Orchideen. 140 pp.

- La abreviatura «Wucherpf.» se emplea para indicar a Wolfgang Wucherpfennig como autoridad en la descripción y clasificación científica de los vegetales.[3]